# Coelidium spinosum
Coelidium spinosum är en ärtväxtart som beskrevs av William Henry Harvey. Coelidium spinosum ingår i släktet Coelidium, och familjen ärtväxter. Inga underarter finns listade i Catalogue of Life.